# Trutskärs bådan
Trutskärs bådan är en ö i Finland. Den ligger i den ekonomiska regionen  Vasa ekonomiska region och landskapet Österbotten, i den sydvästra delen av landet, 400 km nordväst om huvudstaden Helsingfors.
Terrängen på Trutskärs bådan är mycket platt.. Trutskärs bådan är delvis ihopväxt med den intilliggande ön Trutskäret. Mellan öarna ligger en sankäng som bara är över vatten vid lågvatten.